# يوكي كاغاوا
يوكي كاغاوا (باليابانية: 香川 勇気) (2 يوليو 1992 في هيوغو في اليابان – )؛ هو لاعب كرة قدم ياباني سابق كان يلعب كمدافع.

## وصلات خارجية
- يوكي كاغاوا على موقع رابطة كرة القدم اليابانية للمحترفين (اليابانية)
- يوكي كاغاوا على موقع قاعدة بيانات كرة القدم.إي يو (الإنجليزية)
- يوكي كاغاوا على موقع Soccerway.com (الإنجليزية)
- يوكي كاغاوا على موقع عالم كرة القدم.نت (الإنجليزية)